# South Fork Township (Audrain County, Missouri)
Die South Fork Township ist eine von acht Townships im Audrain County im mittleren Nordosten des US-amerikanischen Bundesstaates Missouri. Das U.S. Census Bureau hat bei der Volkszählung 2020 eine Einwohnerzahl von 5.383 ermittelt.

## Geografie
Die South Fork Township liegt rund 60 km nördlich des Missouri River und rund 85 km westlich des Mississippi, der die Grenze zu Illinois bildet.
Die South Fork Township liegt auf 39° 10′ N, 91° 52′ W und erstreckt sich über 120,15 km², die sich auf 118 km² Land- und 2,15 km² Wasserfläche verteilen.
Die South Fork Township liegt im südlichen Zentrum des Audrain County und grenzt südlich an das Callaway County. Innerhalb des Audrain County grenzt die South Fork Township im Westen an die Salt River Township, im Norden an die Prairie Township sowie im Osten an die Linn und die Loutre Township.

## Verkehr
Durch die South Fork Township verläuft der U.S. Highway 54 als östliche Ausfallstraße der Stadt Mexico. Bei allen weiteren Straßen innerhalb der Township handelt es sich um untergeordnete und zum Teil unbefestigte Fahrwege sowie innerörtliche Verbindungsstraßen.
In der South Fork Township trifft eine Eisenbahnlinie der Norfolk Southern Railway, die von St. Louis nach Kansas City führt, auf eine Linie der Kansas City Southern, die von Springfield in Illinois ebenfalls nach Kansas City führt.
Mit dem Mexico Memorial Airport befindet sich innerhalb der South Fork Township ein kleiner Flugplatz. Der nächstgelegene größere Flughafen ist der rund 150 km ostsüdöstlich gelegene Lambert-Saint Louis International Airport.

## Demografische Daten
Nach der Volkszählung im Jahr 2010 lebten in der South Fork Township 5431 Menschen in 2164 Haushalten. Die Bevölkerungsdichte betrug 46 Einwohner pro Quadratkilometer. In den 2164 Haushalten lebten statistisch je 2,35 Personen.
Ethnisch betrachtet setzte sich die Bevölkerung zusammen aus 84,0 Prozent Weißen, 9,3 Prozent Afroamerikanern, 0,5 Prozent amerikanischen Ureinwohnern, 1,1 Prozent Asiaten sowie 2,6 Prozent aus anderen ethnischen Gruppen; 2,5 Prozent stammten von zwei oder mehr Ethnien ab. Unabhängig von der ethnischen Zugehörigkeit waren 4,8 Prozent der Bevölkerung spanischer oder lateinamerikanischer Abstammung.
27,5 Prozent der Bevölkerung waren unter 18 Jahre alt, 58,5 Prozent waren zwischen 18 und 64 und 14,0 Prozent waren 65 Jahre oder älter. 49,7 Prozent der Bevölkerung war weiblich.
Das mittlere jährliche Einkommen eines Haushalts lag bei 35.882 USD. Das Pro-Kopf-Einkommen betrug 18.661 USD. 19,2 Prozent der Einwohner lebten unterhalb der Armutsgrenze.

## Ortschaften
Die Bevölkerung der South Fork Township lebt neben Streubesiedlung in folgenden Siedlungen:
- Mexico1 (City)
- Vandiver (Village)

1 – teilweise in der Salt River Township